# لوكاس ميزا
لوكاس ميزا (بالإسبانية: Lucas Meza)‏ (10 مارس 1992 في الأرجنتين - ) هو لاعب كرة قدم أرجنتيني في مركز الدفاع.

## وصلات خارجية
- لوكاس ميزا على موقع قاعدة بيانات كرة القدم.إي يو (الإنجليزية)
- لوكاس ميزا على موقع Soccerway.com (الإنجليزية)